# Британско-швейцарские отношения
Британско-швейцарские отношения — двусторонние дипломатические отношения между Великобританией и Швейцарией.

## История
Начиная с XVIII века, британские политики придавали большое значение нейтралитету Швейцарии на европейском континенте и неоднократно поддерживали Швейцарию в отношениях с другими европейскими державами. С 1900 года Великобритания имеет 12 консульств в Швейцарии. Швейцария представляла британские интересы в Германии, Италии, Испании, Японии, а также в оккупированных и союзных странах «оси» во время Второй мировой войны с 1941 по 1945 год.
В годы холодной войны британско-швейцарские отношения стали еще ближе, и благодаря общности интересов началось сотрудничество по ряду вопросов. В 1960-е годы государства работали вместе над европейской интеграцией.
Контакты и отношения между странами остаются тесными и по сей день, министры иностранных дел регулярно встречаются для обсуждения вопросов, вызывающих взаимный интерес.

## Экономика
С XIX века Швейцария является излюбленным местом для британских туристов. Великобритания является четвертым по важности рынком в мире для швейцарских инвесторов. Около 700 швейцарских компаний в настоящее время ведут бизнес в Великобритании, при этом финансовый сектор играет большую роль в британско-швейцарских экономических отношениях. Британско-швейцарская торговая палата — независимая организация, предоставляющая сетевые услуги своим более чем 500 участникам.
15 мая 2023 года государства обсуждали обновленное соглашение о свободной торговле, а министр торговли Великобритании Кеми Баденок вылетел в Берн с целью обсуждения увеличения объёма финансовых и профессиональных услуг.

## Сотрудничество в области безопасности
Во время холодной войны подразделение швейцарской армии «Проект-26» проходило тайную подготовку у британских спецслужб MI5 и MI6. В случае вторжения в Швейцарию «Проект-26» планировал перенести свой командный центр в Великобританию.

## Дипломатические представительства
- Великобритания имеет посольство в Берне[6].
- Швейцария содержит посольство в Лондоне[7].